# Централистская Республика Мексика
Централистская Республика Мексика (исп. República Centralista de México) — унитарный политический режим, установленный в Мексике 23 октября 1835 года в соответствии с новой конституцией, известной как Семь законов, после того как консерваторы отменили федералистскую Конституцию 1824 года. Официально период политического централизма действовал дважды: с 1836 по 1841 год и с 1843 по 1846 год.
Каждый период был известен как Первая и Вторая централистская республика соответственно. Централизм Мексики не был особенно успешным историческим периодом для страны. Скорее, он возник как следствие ряда политических проблем, которые тащили нацию с момента обретения независимости незадолго до этого. Мексиканский централизм рассматривается как следствие политического эксперимента консерваторов. Считается, что они просто хотели восстановить свои абсолютистские законы, которые федерализм стремился устранить.
Для этого периода характерны сильные политические разногласия между либералами и консерваторами, а также борьба за независимость Техаса и его последующего присоединения к Соединенным Штатам. В конечном итоге она просуществовала до 1846 года, когда Конституция 1824 года была восстановлена в начале Американо-мексиканской войны.

## Первая Мексиканская республика
Первая Мексиканская республика страдала от множества политических проблем. Различия между идеологиями были четко обозначены между обеими сторонами с момента ее создания в 1824 году. Мексика оставалась организованной на федеральном уровне до установления централистского режима в 1836 году. Федералисты опасались единого контроля над страной, как это произошло во времена Мексиканской империи и во время колониального контроля Испании. Однако консервативные политики приветствовали создание централизованной республики. Консервативное видение росло с годами, пока оно не стало реальностью в руках Санта-Анны. Во времена Первой Федеративной Республики Мексика сохраняла некоторые традиционные законы в своей Конституции, но власть осуществлялась тремя различными субъектами (исполнительная власть, законодательная власть и судебная власть). Во время правления первого президента Федеративной Республики Гваделупе Виктории экономика Мексики пережила довольно сильный крах. Это произошло из-за отсутствия доходов в сравнении со всеми расходами страны. Содержание армии и выплата внешнего долга привели к тому, что Мексика практически обанкротилась. Однако в 1827 году восстание консерваторов вызвало еще большую нестабильность в мексиканской политике, что привело к установлению централизма в стране. Гомес Фариас, один из тех, кто отвечал за умиротворение восстания консерваторов во время Первой республики.
Фактически, когда консерваторам удалось получить контроль над правительством на короткий период времени, Санта-Анна сам взял на себя ответственность изгнать их благодаря своей военной мощи. Когда в 1833 году были назначены выборы для избрания нового президента Федеративной Республики, голоса были в пользу Санта-Анны. Однако генерал принял решение оставить этот пост и передать президентские обязанности своему вице-президенту Валентину Гомесу Фариасу. Решения, принятые Гомесом Фариасом, резко противоречили консервативным принципам, которые существовали в Мексике даже при федеральном правительстве. Фариас установил новую систему, в которой государство отвечало за назначение новых членов Церкви. Кроме того, он сделал уплату церковной десятины необязательным действием. До сих пор десятина была обязательной в Мексике. Реформы Гомеса Фариаса на этом не закончились: он также решил сократить численность армии.

## Установление централистского режима
Прямым следствием установления централизма в Мексике был реформистский менталитет Гомеса Фариаса. После того, как все изменения, предложенные президентом, были осуществлены, церковь, армия и консервативные боевики поднялись против федерального правительства. Каудильо Санта-Анна, практически отошедший от политической деятельности, перешел на сторону консерваторов, чтобы выступить против Гомеса Фариаса. Генерал быстро получил власть в стране. Одно из первых его действий на посту президента был роспуск Конгресса и установление централистской диктатуры в Мексике. Влияние Санта-Анны во время мексиканского централизма было весьма заметным. Он командовал страной более 10 раз, не только во время Первой централистской республики, но и во время второй.

## Конституция 1836 года
Как только он пришел к власти в Мексике, Санта-Анна отменил все реформы, введенные Гомесом Фариасом, и утвердил Конституцию 1836 года. С этой Конституцией предыдущий документ, опубликованный в 1824 году, посредством которого Мексика была организована на федеральном уровне, был признан недействительным. Эта новая конституция была также известна как Семь законов. Посредством семи законов Мексика стала централистской республикой, в которой власть принадлежала исключительно президенту (Санта-Анне) и всем его непосредственным подчиненным. Причина, по которой эта Конституция была известна под таким названием, заключалась в том, что она изменила семь основных элементов мексиканского законодательства. Гражданство гарантировалось любому жителю Мексики, умеющему читать и писать, с доходом более 100 песо в год. Президенту была предоставлена возможность отменять любое решение Конгресса, а также право тем же государственным органам избирать депутатов и сенаторов. Два других закона были основаны на более централизованной организации правительства, и также было запрещено отменять эти изменения в течение шести лет после указа. Федеральные земли стали департаментами, контролируемыми централизованным правительством.

## Техасское восстание
Санта-Анна был президентом Мексики, когда начали возникать первые проблемы со штатом Техас. Близость этого региона к Соединенным Штатам привела к тому, что более 25 000 американских эмигрантов заняли Техасский регион, в котором проживало немного мексиканцев. Это глубоко обеспокоило Санта-Анну, так как он думал, что большое присутствие североамериканских поселенцев заставит регион стремиться к независимости от Мексики. Каудильо принял решение закрыть границу с Техасом в 1830 году (за 6 лет до установления централизма). Однако это решение имело последствия, которые отразились в Мексике, когда централистское правительство уже было навязано Конституцией 1836 года. Фактически, обнародование Конституции 1836 года заставило Техас объявить себя независимой страной в результате отсутствия прав, закрепленных в этом документе. После того, как Техас объявил себя независимым государством, Соединенные Штаты аннексировали эту территорию в 1845 году. Однако Мексика не признала независимость Техаса. Это заставило обе страны разорвать дипломатические отношения, и впоследствии началась война между Мексикой и США.
В 1836 году генерал и бывший президент в изгнании Анастасио Бустаманте был отозван обратно в Мексику, чтобы вести войну против Техаса. Однако Конгресс решил назначить его президентом республики. Бустаманте удалось продержаться у власти целых четыре года, главным образом потому, что из-за непреодолимых трудностей, которые представляло управление Мексикой в это время, ни один другой главарь консерваторов не соглашался стать президентом. Финансовый кризис стал хроническим, ежегодный дефицит редко бывал меньше 12 млн. песо.
В течение его президентского срока было много внутренних и внешних конфликтов, которые еще больше осложнили президентство Бустаманте. Ему пришлось иметь дело с французской прибрежной блокадой и последующей Пирожной войной; также с вторжением в Чьяпас гватемальского генерала Мигеля Гутьерреса. Кроме того, восстание мятежника Хосе Урреа в Тамаулипасе заставило Бустаманте покинуть пост президента, чтобы посвятить себя борьбе с ним, вновь оставив Санта-Анну во главе власти. Бустаманте вернулся к власти в 1839 году. Он установил ряд дипломатических договоров с Соединенными Штатами, восстановив контакты с этой страной после конфликта в Техасе. Он заключил дипломатические договоры с европейскими странами. В этот период первый испанский дипломат получил разрешение на въезд в Мексику.

## Вторая централистская республика
В 1841 году комендант Гвадалахары Паредес поднял знамя мятежа. К нему примкнули Санта-Ана и Валенсия. Бустаманте, вынужденный прибегнуть к последнему средству, обратился в либерала и выдвинул лозунг восстановления конституции 1824 г. Когда и эта неожиданная перемена фронта не принесла ему поддержки, он удалился в изгнание. Санта-Ана с триумфом въехал в город на четверке белых коней и принял диктаторскую власть.
На следующий год был избран новый конгресс, большинство в котором принадлежало модерадос. Учитывая шаткое состояние централизма после падения Бустаманте, был предложен ряд идей по реорганизации власти в Мексике. Новый конгресс издал серию законов, и Мексика снова стала федералистской. Тогда Санта-Ана удалился в Манга-де-Клаво, предоставив неблагодарную задачу распустить конгресс бывшему помощнику Морелоса Николасу Браво. Браво назначил хунту нотаблей, которая в 1843 г. выработала новую конституцию. По этой конституции президент фактически являлся диктатором. Президентом был избран Санта-Ана, и началась эпоха Второй централистской республики.
Новые законы, с помощью которых стала управляться Мексика, хотя и были централистскими, дали штатам разнообразие свобод, которых не существовало во время Первой централистской республики. Государство стало иметь гораздо большее национальное представительство, но окончательные решения были приняты центральным правительством. Согласно этим новым законам, вся власть Верховного суда и государственных органов перешла в руки Санта-Анны. Он проявлял большую энергию в сборе денег. Посредством принудительных займов у церкви, увеличения на 20% ввозных пошлин и продажи англичанам горных концессий он добился того, что стал получать вдвое больший доход, чем его предшественник. Затем новые средства были распределены так, чтобы они принесли наибольшую пользу. В армейские платежные ведомости были внесены тысячи новых офицеров, а подрядчикам, выполнявшим правительственные заказы, стало легко наживать состояния.
Тем временем возможности усиления налогового гнета в стране истощались, и офицеры начали выражать недовольство тем, что им не платят в срок жалованья. В 1844 г. восстал Паредес, а когда Санта-Ана выступил против него, народное восстание в Мехико вернуло к власти Гомеса Педрасу и модерадос, президентом же сделался генерал Хосе Хоакин де Эррера.

## Решения Эрреры, война с США и конец централизма
Эррера признал, что Мексика потеряла Техас, и теперь тот существует как независимая республика. Он пытался начать дипломатические переговоры с техасцами, чтобы помешать им присоединиться к США. Однако, поскольку Эррера признал независимость Техаса, его политические оппоненты обвинили его в попытке продать Техас и район Верхней Калифорнии Соединенным Штатам. В конце концов его явная готовность вести с президентом США Полком переговоры о статусе Техаса, аннектированного США в начале 1845 г., дала консерваторам предлог свергнуть его. В январе 1846 г. Паредес пошел на Мехико, а Эррера и все его сторонники бежали из города в одной карете.
После того как США аннексировали Техас, дипломатические отношения между Мексикой и американцами испортились. На границе между двумя странами нарастали боевые столкновения, и в апреле 1846 года разразился вооруженный конфликт. В течение этого года (даже до начала войны) снова было предложено преобразование Мексики в монархию, возглавляемую зятем королевы Испании. Такое предложение вызвало восстание, которое окончательно положило конец централистскому правительству. Президент Мариано Паредес обнаружил полную неспособность вести войну. В августе Хуан Альварес поднял восстание. К власти вернулись Гомес Фариас и пурос, и была восстановлена конституция 1824 г. 4 августа 1846 года Мексика снова стала федеративной республикой.